# 麹珍
麹珍（？—？），字舍洛，西平郡酒泉县（今甘肃省酒泉市）人，北魏、东魏、北齐官员。

## 生平
麹珍健壮勇敢善于骑射，获高欢引荐为帐内都督，与高欢一起前往晋州，又一起出兵太行山以东，所在征讨。武定末年，麹珍封富平县伯。天保初年，麹珍食干黎阳郡，出任晋州刺史。天统年间，麹珍封安康郡王。武平初年，麹珍升任豫州道行台尚书令、豫州刺史，去世后，朝廷赠予太尉。